# 黄叶在秋风中飘落
《黄叶在秋风中飘落》是中国作家路遥早期的一部中篇小说，于1983年发表于《小说界》中篇专辑。曾获第一届全国优秀中篇小说奖。

## 情节
20多岁、父母双亡的卢若琴没考上大学，离开关中城镇和哥哥卢若华来到农村，一边当小学老师一边重新备考。她的同事高广厚认真负责、忠厚老实，所带班级经常是年级第一。高的妻子、漂亮的刘丽英却很不满丈夫。卢若华因为看妹妹与刘产生了暧昧，刘开始经常打骂高，卢若琴帮高包扎了伤口。刘最终与高离婚，与卢若华结婚。卢若琴谴责哥哥不道德，默默支持高搞好教学，并帮助高照顾他的儿子乒乓。她顶着风言风语，拒绝哥哥把自己调离小学的提议，还带着乒乓治好急病。刘与卢离婚，再次回到农村，在若琴劝说之下与高复婚。

## 风格
小说用强烈的对比来凸显人物个性。卢若琴的善良正直和哥哥卢若华的虚伪利己形成反差，刘丽英的轻浮外向又与高广厚的沉稳内向形成对比。心理描写在文中大量作用，如对展示人物卢若琴得知刘丽英要和哥哥结婚后，独自走在回小学的路上，这时插入一大段对她悲痛孤独自责心境的细致描绘，为后文她关心高打下基础。而刘回乡后有一段悔恨的追忆，也预示了她和高的重聚。小说的景物描写非常具有抒情性。如结尾处描写秋天田野的成熟，道旁黄叶被吹落，象征人生路上心灵中枯萎部分的凋落，加深了作品的感染力。

## 主题
这部小说中的几个主要人物，其人生轨迹都是一个否定之否定的过程。卢若琴从城市到农村到城市，高广厚从娶妻到离婚到重聚，卢若华则是从丧妻到娶妻到失妻。先进的城市和落后的农村，形成了不可避免的矛盾冲突。在情感取向上，作者永远站在黄土高原的农村一边。小说中的两个女性，卢若琴和刘丽英，表面上非常不同，但却有几点共性:勇于追求幸福、富于女性精神，并且都不得不以男性为中心。作者在行文中流露了对男权社会所要求的女性美的眷恋。